# La noche de Venus
La noche de Venus es una película en blanco y negro de Argentina dirigida por Virgilio Muguerza sobre el guion de Domingo Di Núbila que se estrenó el 4 de mayo de 1955 y que tuvo como protagonistas a Ivana Kislinger, Alberto de Mendoza, Susana Campos y José Cibrián. La protagonista Kislinger llegó al cine como la primera Miss Argentina.

## Sinopsis
Una actriz quiere triunfar sin importarle si ello implica la pérdida de sus seres queridos.

## Reparto
- Ivana Kislinger
- Alberto de Mendoza
- Susana Campos
- José Cibrián
- Manuel Perales
- Julián Bourges
- Mario Lozano
- Mariano Vidal Molina …Cameo
- Warly Ceriani

## Comentarios
Noticias Gráficas dijo sobre el filme:

”Las situaciones que se plantean tienen interés, aunque se hace notar cierta indecisión comprensible en el director, al no dar con el tono frívolo que el argumento exigía.”